# العلاقات البالاوية الأيرلندية
العلاقات البالاوية الأيرلندية هي العلاقات الثنائية التي تجمع بين بالاو وجمهورية أيرلندا.

## مقارنة بين البلدين
هذه مقارنة عامة ومرجعية للدولتين:
| وجه المقارنة                                              | بالاو                         | جمهورية أيرلندا                                       |
| --------------------------------------------------------- | ----------------------------- | ----------------------------------------------------- |
| المساحة (كم2)                                             | 465                           | 70.27 ألف                                             |
| عدد السكان (نسمة)                                         | 21.73 ألف                     | 4.76 مليون                                            |
| الكثافة السكانية (ن./كم²)                                 | 4.67 ألف                      | 67.74                                                 |
| العاصمة                                                   | نغيرولمود، كورور              | دبلن                                                  |
| اللغة الرسمية                                             | لغة إنجليزية، اللغة البالاوية | اللغة الأيرلندية، لغة إنجليزية، الإنجليزية الأيرلندية |
| العملة                                                    | دولار أمريكي                  | جنيه أيرلندي، يورو، عملات اليورو الأيرلندية           |
| الناتج المحلي الإجمالي (بليون دولار)                      | 291.54 مليون                  | 333.73 مليار                                          |
| الناتج المحلي الإجمالي (تعادل القوة الشرائية) بليون دولار | 326.12 مليون                  | 318.16 مليار                                          |
| الناتج المحلي الإجمالي الاسمي للفرد دولار أمريكي          | 13.50 ألف                     | 61.13 ألف                                             |
| الناتج المحلي الإجمالي للفرد دولار أمريكي                 | 14.76 ألف                     |                                                       |
| مؤشر التنمية البشرية                                      | 0.780                         | 0.916                                                 |
| رمز المكالمات الدولي                                      | +680                          | +353                                                  |
| رمز الإنترنت                                              | .pw                           | .ie                                                   |
| المنطقة الزمنية                                           | ت ع م+09:00                   | 00، ت ع م+01:00، أوروبا/دبلن ‏                         |

## منظمات دولية مشتركة
يشترك البلدان في عضوية مجموعة من المنظمات الدولية، منها:
| علم المنظمة | اسم المنظمة                        | تاريخ انضمام بالاو | تاريخ انضمام جمهورية أيرلندا |
| ----------- | ---------------------------------- | ------------------ | ---------------------------- |
|             | مؤسسة التنمية الدولية              | 16 ديسمبر 1997     | 22 ديسمبر 1960               |
|             | الأمم المتحدة                      | 15 ديسمبر 1994     | 14 ديسمبر 1955               |
|             | البنك الدولي للإنشاء والتعمير      | 16 ديسمبر 1997     | 8 أغسطس 1957                 |
|             | بنك التنمية الآسيوي                | 2003               | 2006                         |
|             | منظمة حظر الأسلحة الكيميائية       | ?                  | ?                            |
|             | مؤسسة التمويل الدولية              | 16 ديسمبر 1997     | 11 سبتمبر 1958               |
|             | وكالة ضمان الاستثمار متعدد الأطراف | 16 ديسمبر 1997     | 27 أكتوبر 1989               |
|             | يونسكو                             | 20 سبتمبر 1999     | 3 أكتوبر 1961                |